# Telegraph Creek Airport
Telegraph Creek Airport var en flygplats i Kanada, belägen i Regional District of Kitimat-Stikine och provinsen British Columbia i den västra delen av landet. Telegraph Creek Airport befann sig på en höjd om 290 meter över havet.
Terrängen runt dalgången med Telegraph Creek Airport är kuperad åt sydost, men åt nordväst är den bergig. Trakten runt Telegraph Creek Airport är näst intill obefolkad, med mindre än två invånare per kvadratkilometer.
I omgivningarna runt Telegraph Creek Airport växer i huvudsak barrskog. Trakten ingår i den boreala klimatzonen. Årsmedeltemperaturen i trakten är −3 °C. Den varmaste månaden är juli, då medeltemperaturen är 12 °C, och den kallaste är januari med −15 °C.